# Grêmio Esportivo Fluminense
O Grêmio Esportivo Fluminense foi um clube brasileiro de futebol, sediado na cidade de Caxias do Sul, no Estado do Rio Grande do Sul. Foi fundado em 15 de novembro de 1934. Atualmente está inativo.

## História
Em 15 de novembro de 1934 foi fundado na cidade de Caxias do Sul o Grêmio Esportivo Fluminense, então chamado Grêmio Atlético Eberle, time de futebol da empresa caxiense Eberle . O antigo nome perdurou até 1945 quando a gestão do clube serrano resolveu alterar a nomenclatura e suas cores, quando o áureo-cerúleo foi substituído pelo alvi-azul [carece de fontes?].
O sucesso do Fluminense foi rápido, isso porque com apenas nove anos conquistava seu primeiro Campeonato Citadino de Caxias do Sul em 1943. No ano seguinte não houve campeonato municipal devido ao boicote de Juventude e Caxias no ano anterior, o bicampeonato só veio em 1945. Em 1946 mais um citadino foi conquistado sobre o Juventude, com três conquistas o Fluminense era o segundo maior campeão de Caxias do Sul até então, perdendo no número de conquistas para o Juventude, superando inclusive o Caxias.
Em 1951 o Fluminense retomou as conquistas, vencendo o Torneio Início de Caxias do Sul, derrotando o Gianella na final , e o Torneio O Dia do Futebol, superando o Caxias na decisão.
Depois de alguns anos de disputas de competições municipais de Caxias do Sul, o Fluminense desativou seu setor de futebol e negociou seu estádio, em fevereiro de 1954.

### Estádio
O estádio do Fluminense era o Estádio da Colina Fantasma, tinha capacidade para entorno de 4 mil pessoas. O estádio foi vendido e em 1954, em seu lugar foi construído o prédio que inicialmente recebeu a Festa da Uva , e desde 1975 é usado como sede de Prefeitura de Caxias do Sul.

## Títulos

### Municipais
- Campeonato Citadino de Caxias do Sul: 3

(1943*, 1945* e 1946)
- Torneio Início de Caxias do Sul: 1

(1951)
*Com o nome de Grêmio Atlético Eberle.

### Outras conquistas
- Torneio o Dia do Futebol: 1

(1951)